# دارکوب‌های خالدار کوچک
دارکوب‌های خالدار کوچک (نام علمی: Dryobates) یک سرده از پرندگان خانوادهٔ دارکوبان است. این سرده به‌طور گسترده پراکنده‌است و در هر دو منطقه اوراسیا و آمریکا وجود دارند.
این سرده پنج گونه دارد.